# Силвер Лејкс (Калифорнија)
Силвер Лејкс (енгл. Silver Lakes) насељено је место без административног статуса у америчкој савезној држави Калифорнија.

## Демографија
По попису из 2010. године број становника је 5.623.
| Група             | 2000.    | 2010.         |
| Белци             | 0 (0,0%) | 4.040 (71,8%) |
| Афроамериканци    | 0 (0,0%) | 315 (5,6%)    |
| Азијати           | 0 (0,0%) | 198 (3,5%)    |
| Хиспаноамериканци | 0 (0,0%) | 907 (16,1%)   |
| Укупно            | 0        | 5.623         |